# Celles-lès-Condé
Celles-lès-Condé település Franciaországban, Aisne megyében. Lakosainak száma 94 fő (2022. január 1.). Celles-lès-Condé Condé-en-Brie, Monthurel és Vallées en Champagne községekkel határos.

## Népesség
A település népességének változása:
| Lakosok száma | 86   | 90   | 78   | 76   | 83   | 82   | 87   | 94   | 96   | 94   |
|               | 1968 | 1982 | 1990 | 2006 | 2013 | 2015 | 2017 | 2019 | 2020 | 2022 |